# Anisomysis constricta
Anisomysis constricta är en kräftdjursart som beskrevs av Murano 1983. Anisomysis constricta ingår i släktet Anisomysis och familjen Mysidae. Inga underarter finns listade i Catalogue of Life.